# James Aston Lake
James Aston Lake (* in Birmingham, England) ist ein britischer Schauspieler und Stuntman.

## Leben
Lake wurde in Birmingham geboren, wo er auch aufwuchs. 2002 zog er in den US-Bundesstaat Nevada. Dort lernte er das Schauspiel und Synchronsprechen bei der Second City Improv Troupe. Sein Filmschauspieldebüt gab er 2009 im Film Running 4 President. Anschließend folgten mehrere Besetzungen in Kurzfilmen. 2013 übernahm er in der Komödie Shazam and the Lost Path mit der Rolle des Sir Alistair Shitz eine der Hauptrollen des Films. Er fungierte von 2014 bis 2015 als Produzent, Regisseur und Editor der Aaron & Brian Show. Außerdem stellte er in sechs Episoden der Serie die Rolle des James dar. Er übernahm 2016 im Mockbuster Battlefield: Drone Wars die Rolle des Bone. 2018 stellte er neben Gunner Wright mit der Rolle des Kain eine der Hauptrollen im Actionfilm The Pinch dar, der am 16. August 2018 auf dem Action On Film International Film Festival gezeigt wurde.
Eine Nebenrolle erhielt er 2019 im Film Die Kunst des toten Mannes.

## Filmografie (Auswahl)

### Schauspiel
- 2009: Running 4 President
- 2013: Dilation (Kurzfilm)
- 2013: Power of Money (Kurzfilm)
- 2013: Shazam and the Lost Path
- 2014: Minimum Focus (Kurzfilm)
- 2014: Purgatory (Kurzfilm)
- 2014: The First Echo (Kurzfilm)
- 2014: Gypsy Dog (Kurzfilm)
- 2014: Happy Endings (Kurzfilm)
- 2014–2015: Aaron & Brian Show (Miniserie, 6 Episoden)
- 2015: Real Husbands of Hollywood (Fernsehserie, Episode 3x10)
- 2015: Idles of Roach: CCTV Edition (Kurzfilm)
- 2015: Talk to Her or Not (Kurzfilm)
- 2015: The Bad Guy (Kurzfilm)
- 2016: SHADOW the Resurrection (Fernsehserie, Episode 1x18)
- 2016: Caroline (Kurzfilm)
- 2016: Hello from the Outside (Kurzfilm)
- 2016: Battlefield: Drone Wars (Drone Wars)
- 2016: Where the Devil Dwells
- 2016: The Red Man
- 2016: Sketchy (Fernsehserie)
- 2017: The Catch (Fernsehserie, Episode 2x01)
- 2017: Threshold (Kurzfilm)
- 2017: Treasures
- 2018: The Pinch
- 2018: Palisades Justice (Fernsehserie, Episode 1x01)
- 2019: Die Kunst des toten Mannes (Velvet Buzzsaw)
- 2020: Reality Queen!

### Stunts
- 2016: Deadpool
- 2017: The Catch (Fernsehserie, Episode 2x01)